# وحدت (ترانه)
وحدت یا محمد ترانه‌ای است از فرهاد مهراد به آهنگسازی اسفندیار منفردزاده و با شعری از سیاوش کسرایی که در زمستان ۱۳۵۷ خوانده شد. این ترانه با دکلمهٔ عبارت «المُلکُ یَبقیٰ مَعَ الکُفر ولایَبقیٰ مَعَ الظُلم» آغاز می‌شود و بندِ ترجیعِ آن «والاپیامدار محمد» است.